# Vladimir Vaïnchtok
Vladimir Petrovitch Vaïnchtok, (en russe : Вайншток, Владимир Петрович), né le 2 mars 1908 à Saint-Pétersbourg et mort le 18 octobre 1978 à Moscou, est un réalisateur et scénariste russe,,.

## Filmographie

### Réalisateur
- 1931 : Rubikon (ru) (Рубикон)
- 1931 : Ouragan (ru) (Ураган)
- 1936 : Les Enfants du capitaine Grant (Дети капитана Гранта)
- 1937 : L'Île au trésor (Остров сокровищ)
- 1973 : Le Cavalier sans tête (Всадник без головы)
- 1977 : Armé et très dangereux (Вооружен и очень опасен)

### Scénariste
- 1937 : L'Île au trésor (Остров сокровищ)
- 1965 : Devant le tribunal de l'histoire (ru) (Перед судом истории) de Fridrikh Ermler
- 1968 : La Saison morte (Мертвый сезон) de Savva Koulich (ru)
- 1973 : Le Cavalier sans tête (Всадник без головы)
- 1977 : Armé et très dangereux (Вооружен и очень опасен)
- 1980 : Vingt-six jours de la vie de Dostoïevski (Двадцать шесть дней из жизни Достоевского) d'Alexandre Zarkhi